# Pecten jacobaeus
Pour un article plus général, voir Coquille Saint-Jacques.
Espèce
Pecten jacobaeus, la Coquille Saint-Jacques de Méditerranée, est une espèce de mollusques bivalves marins de la famille des pectinidés.
Cette espèce est endémique de la mer Méditerranée, mais on peut la trouver ailleurs, vivant avec Pecten maximus, qui a une répartition plus large. Avec cette dernière espèce, Pecten jacobeus fait partie des espèces mieux connues sous le nom de coquille Saint-Jacques.